# 与电子束赛跑
《与电子束赛跑——雅达利视频计算机系统》（英語：Racing the Beam: The Atari Video Computer System）是麻省理工学院助理教授伊恩·博格斯特（Ian Bogost）与佐治亚理工学院助理教授尼克·蒙福特（Nick Montfort）合著的一本关于计算机与电子游戏史的书籍，描述了雅达利2600游戏主机的历史，特别是编程中的技术挑战，也介绍了其社会与文化影响。

## 内容
雅达利视频计算机系统（VCS, Video Computer System）是雅达利（Atari）在1977年发行的一款第二世代游戏机，随后改名为雅达利2600。这台游戏机在当时取得了巨大的成功，总销量达3000万台，在历史上留下的深远的影响，被视为电子游戏的先驱。
本书的名字来自雅达利2600的编程方式。图形编程中，通常会为图形显示预留一部分内存。当数据被写入显存后，硬件就会将图像呈现在屏幕上，这种技术叫做帧缓冲器（frame buffer）。然而，由于当时的内存芯片价格依然十分昂贵，雅达利2600僅有128字节内存，没有显存和帧缓冲器，也就没有任何方法「保存」图像。当电子束从屏幕左侧向右侧一行一行扫描时，程序员必须即时将图像生成并绘制出来。而缓慢的处理器速度使这一过程更加困难，如果程序反应太慢，画面就会扭曲变形。只有当电子束从屏幕右下角移动至左上角（垂直空白间隙）时，程序才能利用这一时间差处理手柄、记分等其他计算，其余时间必须用于绘制屏幕。程序员将雅达利2600的编程形容为「与电子束赛跑」（Racing the beam），本书故此得名。
《与电子束赛跑》第一章以雅达利2600入手，介绍了这一平台的历史与设计决策，以及它们在游戏编写上产生的影响；对于该平台的经典游戏，本书用六个章节分别介绍了《战斗任务》、《冒险》、《吃豆人》、《亚尔复仇记》（Yars' Revenge）、《陷阱》与《星球大战：帝国反击战》，从技术角度和文化影响进行了分析；最后一章介绍1983年美国游戏业大萧条。

## 评价与反响
本书出版后，《连线》杂志、《波士顿环球报》和《卫报》网站都撰文推荐了本书。德保罗大学助理教授何塞扎·P·加尔（José P. Zagal）评论称，这是一本复古游戏爱好者与学术研究者书架必备的好书，但也指出一些读者可能会批评本书参考来源不足、没有严谨的学术分析、结论过于随意、人物访谈不足，但是这就错失了重点。
本书也启发了爱好者为雅达利2600创作新游戏。本书出版一年后的2010年，两款新游戏在经典游戏博览会上发布，分别是《光环2600》和《鸭子攻击》（Duck Attack）。《光环2600》由曾担任微软公司游戏部门副总裁的程序员艾德·弗里斯（Ed Fries）开发，他在论坛自述中表示是受到本书影响才创作了游戏，认为像雅达利2600这样充满限制的平台能激发出人的创造力；而《鸭子攻击》的作者威尔·尼古拉斯（Will Nicholes）也在访谈中表示自己受到了本书的启发。